# Radziwiłłów (stacja kolejowa)
Radziwiłłów (ukr. Радивилів, ros. Радивилов) – stacja kolejowa w miejscowości Radziwiłłów, w rejonie dubieńskim, w obwodzie rówieńskim, na Ukrainie.
Stacja powstała w czasach Imperium Rosyjskiego na linii Kolei Południowo-Zachodniej. Była wówczas rosyjską stacją graniczną na granicy z Austro-Węgrami. Stacją graniczną po stronie austro-węgierskiej były Brody. Pomiędzy obiema stacjami istniało kolejowe połączenie transgraniczne. Po I wojnie światowej stacja straciła swój nadgraniczny charakter.